# ديار آل عيسى (سيئون)
'

تعديل مصدري - تعديل

ديار ال عيسى هي إحدى قرى عزلة سيئون بمديرية سيئون التابعة لمحافظة حضرموت، بلغ تعداد سكانها 6 نسمة حسب تعداد اليمن لعام 2004.